# وکیفلی
وکیفلی (ارمنی: Վաքըֆ, pronounced [ˈvakʰəf], نام رسمی: Vakıfköy) روستایی از توابع شهر سمعان‌داغ در کشور ترکیه است. این منطقه تنها روستای باقیماندهٔ ارمنی‌نشین در این کشور است. وکیفلی ۱۰۳ نفر جمعیت دارد.